# Coltauco
Coltauco è un comune del Cile della provincia di Cachapoal nella Regione del Libertador General Bernardo O'Higgins. Al censimento del 2002 possedeva una popolazione di 16.228 abitanti.

## Società

### Evoluzione demografica
| Censimento del 1992 | Censimento del 2002 |
| 15.205 ab.          | 16.228 ab.          |